# Ковачова, Ленка
Ленка Ковачова (чеш. Lenka Kováčová; род. 22 мая 1966, Прага) — чешская гребная рулевая, выступавшая за сборные Чехословакии и Чехии по академической гребле в начале 1990-х годов. Победительница и призёрка первенств национального значения, участница летних Олимпийских игр в Барселоне.

## Биография
Ленка Ковачова родилась 22 мая 1966 года в Праге.
Впервые заявила о себе в академической гребле на международном уровне в сезоне 1991 года, когда в качестве рулевой вошла в состав чехословацкой национальной сборной и выступила на чемпионате мира в Вене, где в зачёте восьмёрок заняла итоговое 11-е место.
Благодаря череде удачных выступлений удостоилась права защищать честь страны на летних Олимпийских играх 1992 года в Барселоне. Будучи рулевой в составе экипажа-восьмёрки, куда также вошли гребчихи Сабина Теленская, Элишка Яндова, Рената Беранкова, Мартина Шефчикова, Михаэла Ваврова, Гана Жакова, Гана Дариусова и Ленка Завадилова, заняла последнее четвёртое место на предварительном квалификационном этапе, затем стала шестой в дополнительном отборочном заезде — таким образом отобралась лишь в утешительный финал В, где уступила команде Великобритании. В итоговом протоколе соревнований расположилась на восьмой строке.
После разделения Чехословакии Ковачова осталась действующей рулевой и продолжила принимать участие в крупнейших международных регатах в составе национальной сборной Чехии. Так, в 1993 году она отметилась выступлением на домашнем чемпионате мира в Рачице, где в программе восьмёрок финишировала шестой.